# Nosy Boraha
Nosy Boraha (fr. Île Sainte-Marie) – wyspa na Oceanie Indyjskim, należąca do madagaskarskiej prowincji Toamasina, leżąca ok. 8 km od wschodniego wybrzeża wyspy Madagaskar. Wyspa liczy około 50 km długości i do 7 km szerokości. Główną miejscowością na wyspie jest Ambodifotatra, położona na jej południowo-zachodnim brzegu. Istotną gałąź gospodarki stanowi turystyka.

## Historia
W XVI wieku wyspa została odkryta przez Portugalczyków, którzy nazwali ją Santa Maria. Około 1640 roku nieudaną próbę kolonizacji wyspy podjęli Francuzi. Wkrótce potem wyspa stała się jedną z głównych kryjówek piratów na Oceanie Indyjskim. Na Nosy Boraha pojawili się m.in. William Kidd, Henry Every oraz Thomas Tew. W 1750 roku na wyspie ponownie osiedlili się Francuzi, którzy sprawowali na niej władzę do czasu rewolty tubylców w 1752 roku. Francuzi powrócili na Nosy Boraha w 1818 roku, ustanawiając ją kolonią karną. Od 1960 roku wyspa należy do niepodległego Madagaskaru.
Nazwa wyspy w języku malgaskim najprawdopodobniej jest pozostałością po wczesnych osadnikach semickich, znacząc „wyspa Abrahama (Ibrahima)”.